# Swiss Indoors 1976
Lo Swiss Indoors 1976, noto anche come Davidoff Swiss Indoors per motivi di sponsorizzazione, è stato un torneo di tennis giocato sul sintetico indoor. È stata la 7ª edizione del torneo e faceva parte del Commercial Union Assurance Grand Prix 1976. Si è giocato a Basilea in Svizzera dall'1 al 7 marzo 1976.

## Campioni

### Singolare maschile
Jan Kodeš ha battuto in finale  Jiří Hřebec con il punteggio di 6–4, 6–2, 6–3

### Doppio maschile
Frew McMillan /  Tom Okker hanno battuto in finale  Jiří Hřebec /  Jan Kodeš con il punteggio di 6–4, 7–6, 6–4